# Кравчик, Элиана
Элиа́на Мари́я Кра́вчик (исп. Eliana María Krawczyk; 5 марта 1982, Обера, Мисьонес — 15 ноября 2017, Аргентинское море) — военнослужащая ВМС Аргентины, капитан-де-корбетта, первая в истории аргентинского военного флота и Латинской Америки женщина-подводник. Одна из 44 членов экипажа субмарины «Сан-Хуан», затонувшей 15 ноября 2017 года во время перехода из военно-морской базы «Ушуая» к месту постоянной дислокации в городе Мар-дель-Плата, провинция Буэнос-Айрес.

## Биография

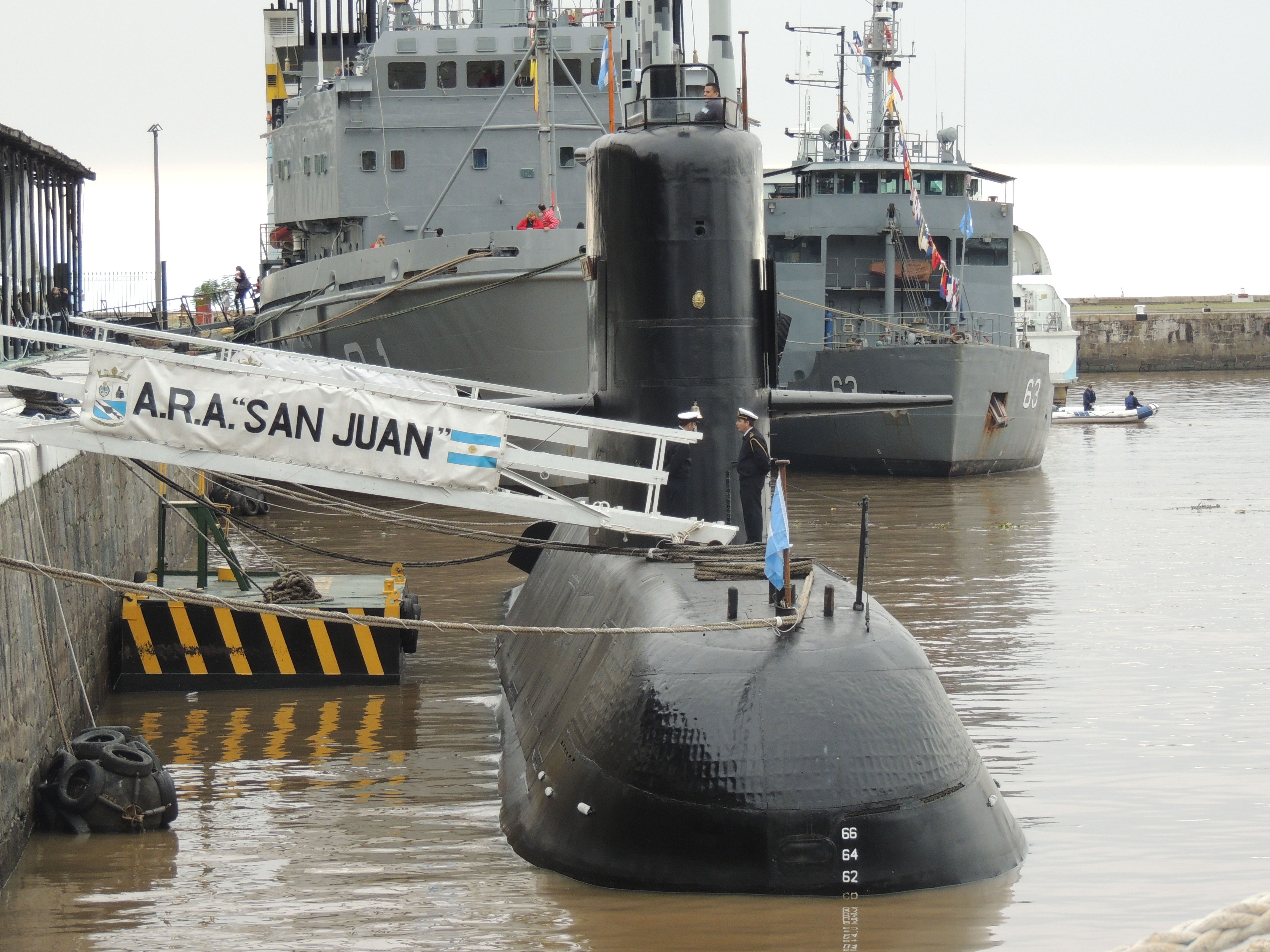
Подводная лодка «Сан-Хуан»

Элиана Мария Кравчик родилась 5 марта 1982 года в городке Обера́, провинция Мисьонес, на северо-востоке Аргентины в семье польского происхождения (вернее, польско-еврейского происхождения).
В 2003 году Кравчик изучала промышленный инжиниринг в своём родном городе. В 2004 году в её семье случилось две трагедии — в автокатастрофе погибает брат, а позже от сердечного приступа умирает мама. Узнав из объявления, что военно-морские силы Аргентины вербуют женщин, Кравчик отправилась в административный центр провинции Мисьонес город Посадас и записалась в абитуриенты. В 2004 году была зачислена на первый курс военно-морского училища, а в 2008 году, после окончания была направлена на учебное парусное судно «Либертад». Именно здесь она увлеклась подводными лодками.
После окончания восьмимесячного курса обучения на «Либертаде» в 2009 году поступила в школу подготовки для службы на подводной лодке, которую закончила с отличием в 2012 году.
С 2012 году служила на подлодке «Сальта», что сделало её первой женщиной-подводником в Аргентине и Латинской Америке в целом.
8 октября 2015 года получила звание теньенте-де-фрагата, что сделало её первой женщиной-офицером военно-морского флота Аргентины. На подлодке «Сан-Хуан» служила с 2016 года. С 17 марта 2017 года — теньенте-де-навио.

## ARA San Juan
В ноябре 2017 года подводная лодка «Сан-Хуан» совершала переход с военно-морской базы «Ушуая» в порту города Ушуая, в место постоянной дислокации на базе «Мар-дель-Плата» в порту города Мар-дель-Плата, на борту находились 44 члена экипажа. 16 ноября 2017 года субмарина перестала выходить на связь примерно в 1400 километрах от Буэнос-Айреса. Последний сеанс связи состоялся накануне (15 ноября, 07:30). Во время сеанса командир подлодки доложил о проблемах, связанных с коротким замыканием в системе электропитания субмарины. В поиске субмарины приняли участие корабли и авиация 18 стран, включая Россию. 1 декабря 2017 года руководство Аргентины приняло решение прекратить спасательную операцию, объявив, что непосредственно поиск самой субмарины будет продолжен. Элиана Кравчик была единственной женщиной на борту подводной лодки. Посмертно повышена в звании до капитан-де-корбета. Еврейская община Аргентины приурочила церемонию поминовения Элианы Кравчик к Международному женскому дню, проведя её 9 марта 2018 года.